# Diospyros heudelotii
Diospyros heudelotii är en tvåhjärtbladig växtart som beskrevs av William Philip Hiern. Diospyros heudelotii ingår i släktet Diospyros och familjen Ebenaceae. Inga underarter finns listade i Catalogue of Life.